# Sengzhao
Sengzhao (chinesisch 僧肇, Pinyin Sēngzhào, W.-G. Seng-chao; jap. 僧肇, Sōjō; ca. 374–ca. 414) war ein buddhistischer Mönchsgelehrter und Philosoph, der zur Zeit der Sechzehnkönigreiche lebte. Als seine größte Leistung gilt die von ihm verfasste Essay-Sammlung Zhao lun (肇論,  Zhàolùn – „Traktate des Zhao“), in dem erstmals in chinesischer Sprache die philosophische Mystik des Madhyamaka dargelegt wurde. Heinrich Dumoulin, der Sengzhao als Vorläufer der Chan-Schule betrachtete, urteilte über ihn: „Die Hochblüte des Buddhismus in China um die Wende zum 5. Jahrhundert hat keinen glänzerenden Vertreter hervorgebracht […]“.

## Leben
Gewöhnlich beziehen sich biografische Darstellung zum Leben Sengzhaos auf das Gaoseng zhuan aus dem Jahr 519. Danach stammte er aus einer armen Familie in Jingzhao (京兆,  Jīngzhào) und arbeitete bereits in jungen Jahren als Kopist, wodurch er mit den Werken von Zhuangzi und Laozi vertraut wurde. Nachdem er jedoch das Vimalakirti-Sutra gelesen hatte, wandte er sich begeistert dem Buddhismus zu und wurde Mönch. In der Folgezeit schloss er sich dem berühmten Kumārajīva an, bei dem er als persönlicher Schüler intensiv sein Verständnis des Buddhismus vertiefte und dem er bei dessen Übersetzungsarbeiten der indischen Schriften des Buddhismus ins Chinesische half.
Die bevorzugten Themen in Sengzhaos eigenen Schriften sind Prajna, Shunyata und Nirvana. Diese indischen Begriffe interpretierte er mit Begriffen der traditionellen chinesischen Philosophie und des zeitgenössischen Neo-Daoismus, wie z. B. Wu wei (Nicht-Handeln). Aus daoistischen Schriften übernahm er das Prinzip der Nicht-Unterscheidung, das er in seine Interpretation der indischen Schriften übernahm.